# Parghelia
Parghelia är en ort och kommun i provinsen Vibo Valentia i regionen Kalabrien i Italien. Kommunen hade 1 288 invånare (2017).